# 陆伟东烈士纪念碑
陆伟东烈士纪念碑，位于中国广东省佛山市三水区乐平镇，1992年5月建成，1997年7月17日公布为三水市文物保护单位。三水市撤销后，原三水市文物保护单位大多在2006年10月25日列入第四批佛山市文物保护单位，而陆伟东烈士纪念碑不在其中。